# San Ruffillo (Bologna)
San Ruffillo (San Rafèl in dialetto bolognese) è un ex quartiere di Bologna, ora zona statistica facente parte del quartiere Savena.

## Storia

### Antichità e medioevo
La prima attestazione della località risale al 1076 come vico, il cui nome deriva dall'omonima chiesa nota dal 996. Per la sua posizione lungo la valle del Savena era sede di diversi mulini di proprietà di enti ecclesiastici cittadini.
Nella seconda metà del XII secolo il Comune di Bologna intraprese la decisione di costruire la chiusa omonima portare le acque in città tramite il canale di Savena deviando il corso del torrente omonimo.
Nel 1223 la comunità di San Ruffillo fu assegnata al quartiere di Porta Procola; nel 1282 risulta unita alla comunità Malvolta.
Il 20 giugno 1361, nella zona fra il ponte sul Savena e la località chiamata "Bastia", si svolse la battaglia di San Ruffillo, combattuta fra le truppe assoldate dal cardinale Legato Egidio Albornoz e i mercenari di Bernabò Visconti, per il controllo sulla città. La vittoria andò alle truppe pontificie, confermando il dominio della Chiesa su Bologna.
Nel XV secolo risulta definitivamente parte del suburbio bolognese, mentre nel 1587 divenne una delle sei circoscrizioni ecclesiastiche suburbane.

### Storia contemporanea
Nel 1810 San Ruffillo venne aggregato a Bologna, di cui divenne una frazione dopo l'unità d'Italia; quest'ultima venne soppressa nel 1933. Tra la fine del XIX secolo e l'inizio del XX ha subito, come tutta la campagna della periferia bolognese, una forte urbanizzazione.
Nel 1934 venne aperta la stazione ferroviaria di San Ruffillo, sulla linea ferrovia "direttissima" tra Bologna e Firenze, che tuttora attraversa il rione. L'area della stazione fu oggetto di bombardamenti durante la seconda guerra mondiale. Qui, nell'inverno del 1945, si consumarono a più riprese fucilazioni di oppositori politici e partigiani da parte delle forze nazifasciste, note come gli eccidi di San Ruffillo, oggi ricordate da un cippo commemorativo nel piazzale adiacente alla stazione.
San Ruffillo cessò di essere un quartiere a sé stante nel 1985, quando fu accorpato al quartiere Mazzini, con il quale tuttora forma il quartiere Savena.
Oggi insieme al limitrofo quartiere Santo Stefano, con il quale costituiva fino agli anni '60 un unico quartiere, ed al quartiere Saragozza, costituisce la periferia-bene di Bologna, grazie soprattutto alla vicinanza del torrente Savena e dei colli.

### Storia amministrativa
Il quartiere fu istituito nel 1962 e soppresso nel 1985 in luogo del nuovo quartiere Savena.
| Presidenti di Quartiere | Presidenti di Quartiere | Presidenti di Quartiere | Presidenti di Quartiere |
| ----------------------- | ----------------------- | ----------------------- | ----------------------- |
| Periodo                 | Presidente              | Lista                   | Note                    |
| 1964 - 1965             | Diana Franceschi        | PCI                     | [ senza fonte ]         |
| 1965 - 1970             | Armando Tomesani        | PSI                     | [ senza fonte ]         |
| 1970 - 1975             | Eraldo Caselli          | PSI                     | [ senza fonte ]         |
| 1975 - 1980             | Giancarlo Bacchilega    | PSI                     | [ senza fonte ]         |

## Monumenti e luoghi d'interesse

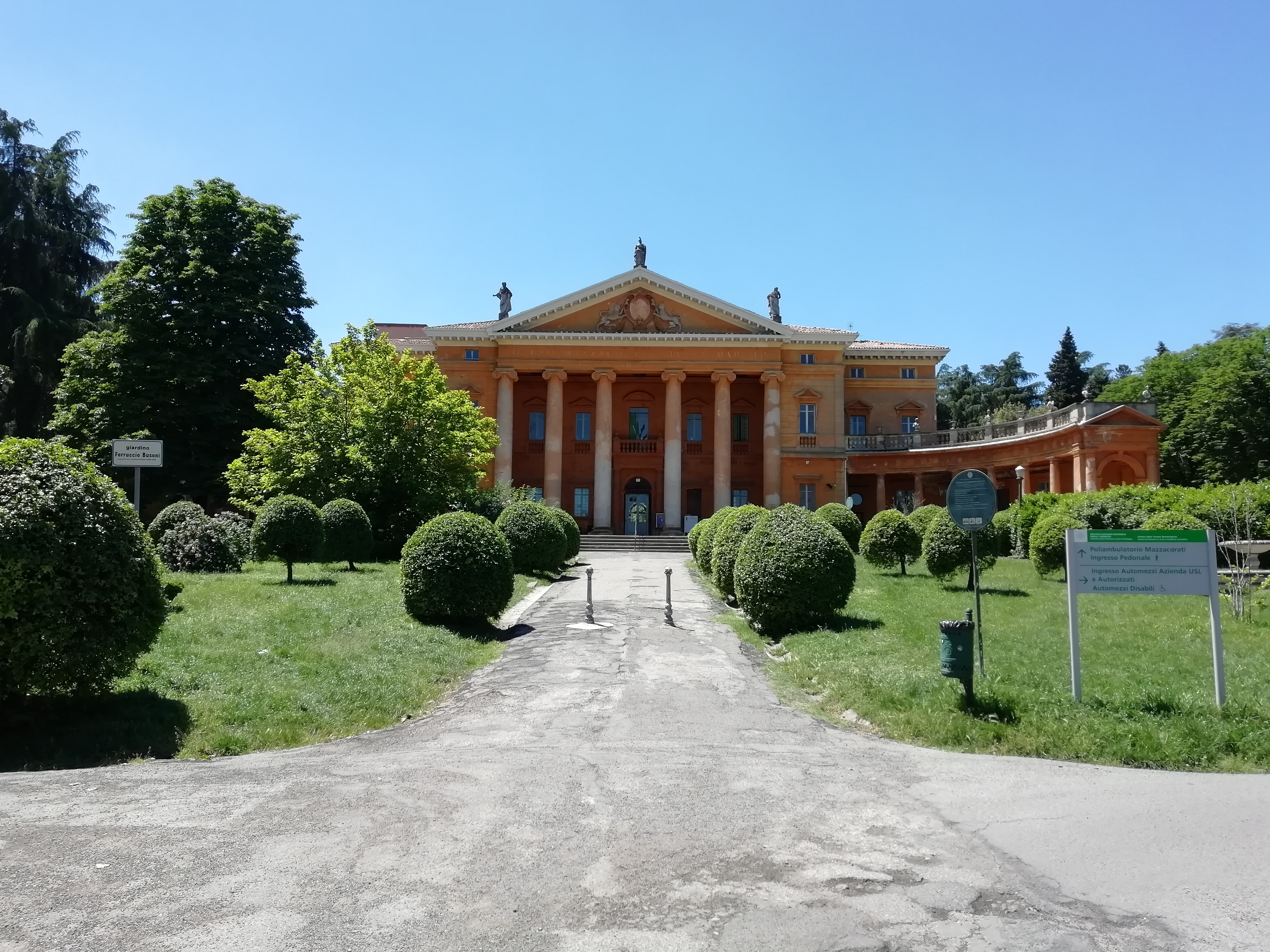
Villa Mazzacorati

### Architetture religiose
Chiesa di San Ruffillo
Chiesa parrocchiale che dà il nome al quartiere.
- Chiesa della Beata Vergine del Carmine di Monte Donato
- Chiesa della Madonna del Lavoro
- Chiesa di San Giacomo fuori le Mura
- Chiesa di San Gaetano

### Architetture civili
Chiusa di San Ruffillo
chiusa sul fiume Savena eretta nel medioevo per creare il canale di Savena.
Mulino Parisio
Antico mulino del XV secolo.
Villa Aldrovandi Mazzacorati
Grande villa suburbana in stile neoclassico costruita nel XVIII secolo. Ospita il poliambulatorio di quartiere, il Museo storico del soldatino "Mario Massacesi" e una casa di quartiere.

## Geografia antropica
Fino agli anni '60 il rione comprendeva anche tutto il territorio periferico dell'attuale quartiere Santo Stefano, con il quale oggi confina ad ovest. Il territorio del rione si trova nella periferia sud-orientale di Bologna, compresa una porzione dei colli dai quali è delimitato a sud, mentre a nord confina con il rione Mazzini (con il quale forma il quartiere Savena) e ad est col torrente Savena, che lo divide dal comune di San Lazzaro.
Comparto "Gallia"
Il complesso residenziale Gallia fu progettato da Enzo Zacchiroli a partire dal 1960 e venne completato dieci anni più tardi. Si trova in zona Foscherara, tra le vie Savigno e della Battaglia, ed è composto da sei tipologie edilizie, ospitanti le unità abitative. Esse ruotano attorno ad un nucleo centrale destinato a giardino, mentre l'intero comparto è dotato delle opere di urbanizzazione primaria e secondaria; ospita infatti un centro commerciale e spazi destinati a servizi.
Il progetto, che risente molto degli influssi dell'architettura scandinava, è inserito nel Censimento delle architetture italiane dal 1945 ad oggi effettuato dalla Direzione generale Creatività Contemporanea del Ministero della cultura.

## Infrastrutture e trasporti

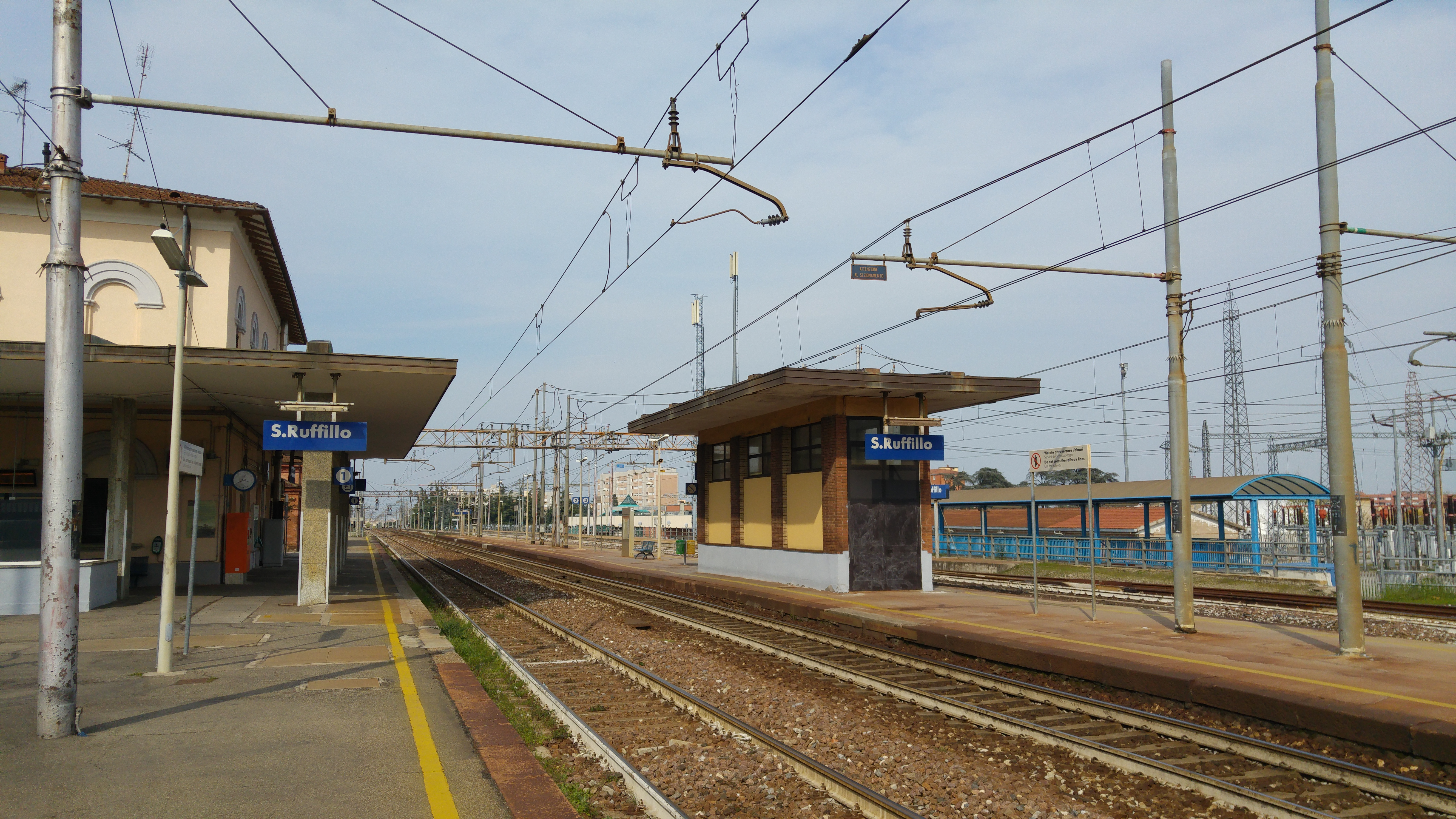
La stazione ferroviaria Bologna San Ruffillo

Il rione è attraversato fin da tempi antichissimi dalla Strada statale 65 della Futa, con il nome di "via Toscana". È inoltre servito dalla stazione ferroviaria Bologna San Ruffillo.

## Società
Demografia storica

Abitanti censiti